# Francisco José do Canto Mello e Castro Mascarenhas
Francisco José do Canto Mello e Castro Mascarenhas foi um médico brasileiro do século XIX. Filho do chefe de esquadra e Moço da Câmara Real João do Canto Castro Mascarenhas, faleceu no Rio de Janeiro a 22 de novembro de 1884. Casado com Isabel Moraes e Silva, teve duas filhas chamadas Francisca do Canto e Mello e Joana do Canto Callado Veiga. Sendo doutor em medicina, conservador do laboratório químico e encarregado das respectivas preparações na faculdade de medicina desta cidade, por ocasião da reforma de 1855 foi nomeado lente substituto ela secção de ciências acessórias e mais tarde lente da cadeira ele física geral, em que foi jubilado. Era bibliotecário da biblioteca do Imperador, Comendador da Ordem da Rosa e Cavalheiro da Ordem de Cristo.